# コンスタンツ
座標: 北緯47度39分48秒 東経9度10分31秒 / 北緯47.66333度 東経9.17528度
コンスタンツ（ドイツ語: Konstanz, 英語: Constance, イタリア語: Costanzia）は、ドイツ連邦共和国のバーデン＝ヴュルテンベルク州の都市の一つ。ボーデン湖に面する。1414年のコンスタンツ公会議で知られる。

## 概要
スイスのバーゼル州クロイツリンゲンとの国境の街でもあり、ファンタスティック街道の南の基点でもある。
冬の終りには春を告げるカーニバルが行われ朝から独特の（なまはげ風であるが、箕ではなく鱗の形の布を重ねた）衣装を着た鼓笛隊が街を練り歩き、人々は家族や友達同士で思い思いの仮装をして街に繰り出す。祭りのクライマックスには広場に木を立てる（Maibaumと同じような風習）。
過去の表記については、700年頃 civitas Constantia、 980年 Constantiae、 1237年 Constancia civitas、 1475年 Constantzと変遷したが、中世には大抵の場合1251年 Costinze, Chostanze、1300年 Costentz、 1579年 Costantz の表記がなされたほか、 1353年 Kostnitzという方言型も存在した。

## 歴史
有史以前に遡り、この地には石器時代に住民が居住していた。ケルト系のヘルウェティイ族が住んでいたか。ローマ皇帝 ティベリウス（14-37年）の時代にローマの基地（Stützpunkt）が置かれ、紀元300年の後には城塞（Kastell）が設置されたと思われる。

### 司教・司教区・司教領
ローマ皇帝 コンスタンティウス2世（337-361）に肖って命名されたローマ時代末期のConstancia城塞が基になって6世紀から7世紀の変わり目に司教座が設置された（後に少なからぬ教区を擁するドイツ有数の司教区に発展）。この地の貴族とメロヴィング朝のダゴベルト1世がこれに関わった。8世紀にはザンクト・ガレン修道院およびライヒェナウ修道院との関係が結ばれた。すなわち、736年から782年までコンスタンツ司教はライヒェナウ修道院長を兼務し、759年から854年までザンクト・ガレン修道院はコンスタンツ司教教会に編入されていた。司教ザーロモ3世（890-919）はザンクト・ガレン修道院長を兼任するばかりか、国王の尚書にもなっている。司教コンラート（Konrad; 934-975）と司教ゲープハルト（Gebhard; 979-995）は死後、列聖されている。11世紀前半、王室との関係は緊密になり、王室礼拝堂のメンバーが連続してコンスタンツ司教に叙任されている。11世紀半ば以後、王権は司教座聖堂参事会（Domkapitel）の抵抗に逢うようになる。しかし、ホーエンシュタウフェン朝に盛期を迎える。フリードリヒ1世（バルバロッサ）はコンスタンツ司教ヘルマン1世（Hermann I. Von Arbon; 934-975）の宮廷で1153年 に教皇 エウゲニウス3世と「コンスタンツ条約」を、1183年にはロンバルディア都市同盟と和議を締結している。これに報いて皇帝はコンスタンツ司教教会に包括的な特権を授与した。13世紀には、コンスタンツ司教は、強化された司教座聖堂参事会だけでなく、市の参事会と対決しなければならなくなる。そのけっか、司教は居所をメーアスブルク（Meersburg）やゴットリーベン（Gottlieben）に移さなければならなかった。司教ハインリヒ2世（Heinrich II.von Klingenberg; 1294-1306）は詩人や芸術家の支援者であった。14世紀は、司教の2重選挙と皇帝対教皇の争いに巻き込まれる時代となった。15世紀、スイス同盟はコンスタンツ司教領の重要部分を支配下に置いたので、コンスタンツ司教は、スイス同盟と帝国・オーストリアとの抗争に巻き込まれた。中世末期にはハインリヒ4世（Heinrich IV.von Hewen; 1436-62）、スイス同盟出身のフーゴー（Hugo von Hohenlandenberg; 1496-1530）、公会議で活躍のオットー（Otto von Hachberg）らの司教が活躍した。

### 都市
都市コンスタンツの出発点は、司教教会と教区教会を有する中世初期の司教の拠点地であるが、ザーロモ3世（Salomo III.;890-919）の司教在任中に市場と港が賑わいをみせたことにより「司教都市」として発展した。その後の司教、特にコンラート（Konrad; 934-975）とゲープハルト（Gebhard; 979-995）は更なる教会の建設や救貧院の設立により市を「小ローマ」的な様相に造り上げた。1092年都市民が武器を取ってコンスタンツ司教を敵対するザンクト・ガレン修道院長から守ったが、以後市民層の自治の動きが高まった。この動きは当時、市が亜麻布等の取引の中心地になったことと歩調を合わせている。こうして13世紀初頭には市参事会が形成され、14世紀初頭には市長職が置かれている。1192年 神聖ローマ皇帝ハインリヒ6世は市に対して税に関する特権を授与し、フリードリヒ2世はコンスタンツが「司教都市」から「司教・帝国都市」への移行となる措置をとった。市の内部では14世紀初頭以降ツンフトと都市貴族の間で対決が続いた。対外的にはボーデンゼー都市同盟の盟主となった。15世紀には、スイス同盟との対決、帝国・領邦国オーストリアの圧力、都市君主としての司教との争いにより、市の経済的地位は低下し、16世紀に自治権は縮小した。
1526年コンスタンツ市はプロテスタントになったが、1548年から1805年までオーストリアの支配下に置かれ、カトリックに戻った。1805年/ 1806年にバーデンに、1951年/ 1952年にバーデン・ヴュルテンベルク州に組み入れられた。
1966年コンスタンツ大学が創設された。
現在は、上部ドイツ語に属するアレマン語の一方言である低地アレマン語に属するボーデン湖アレマン語を使用するアレマン系が多い。

## コンスタンツ出身の人物
- ハインリヒ・ゾイゼ（Heinrich Seuse；1300年頃-1366年1月25日）マイスター・エックハルトの弟子で、ドイツ神秘主義の中心的人物の一人。[7]。

## ギャラリー

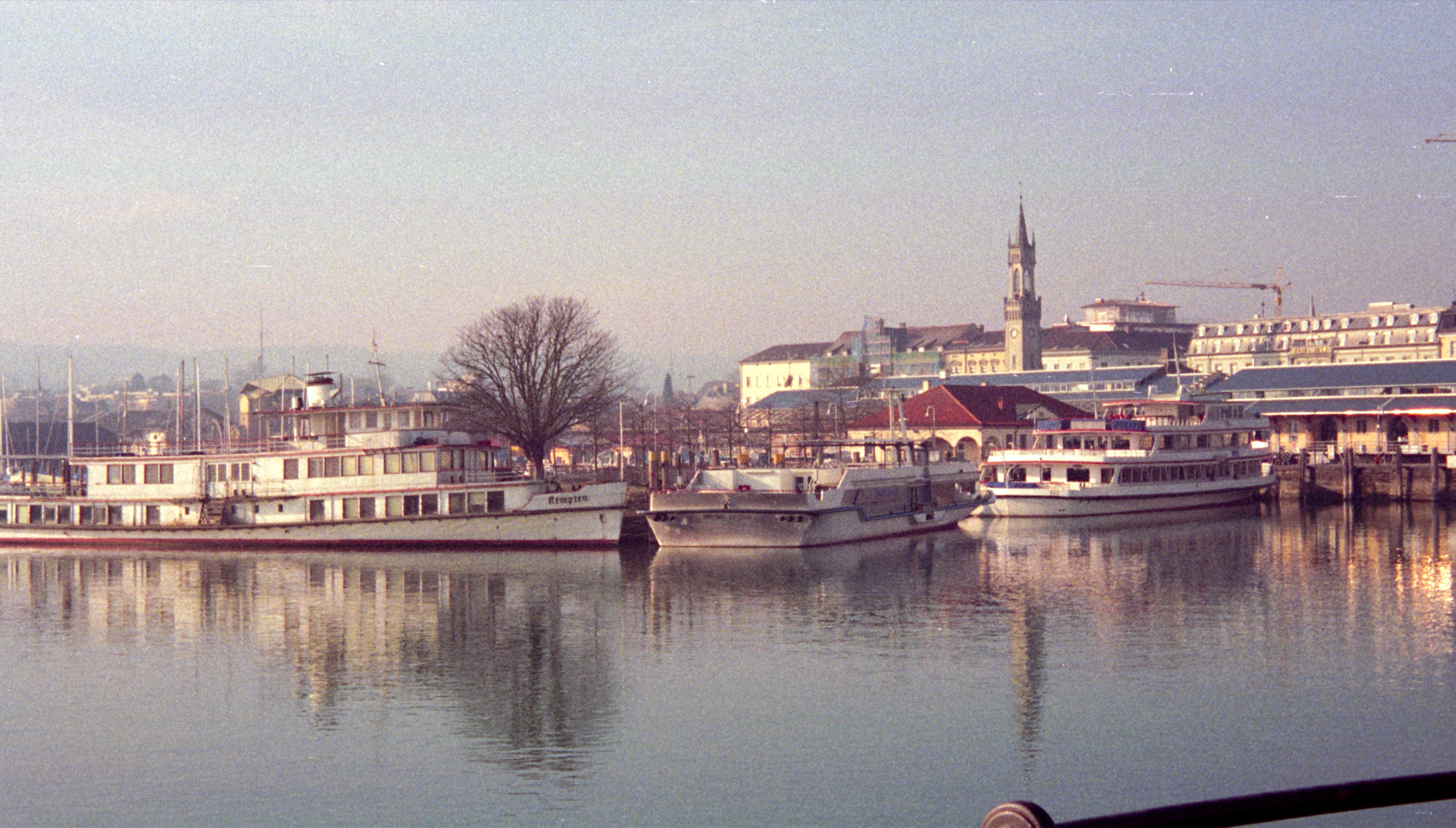
港
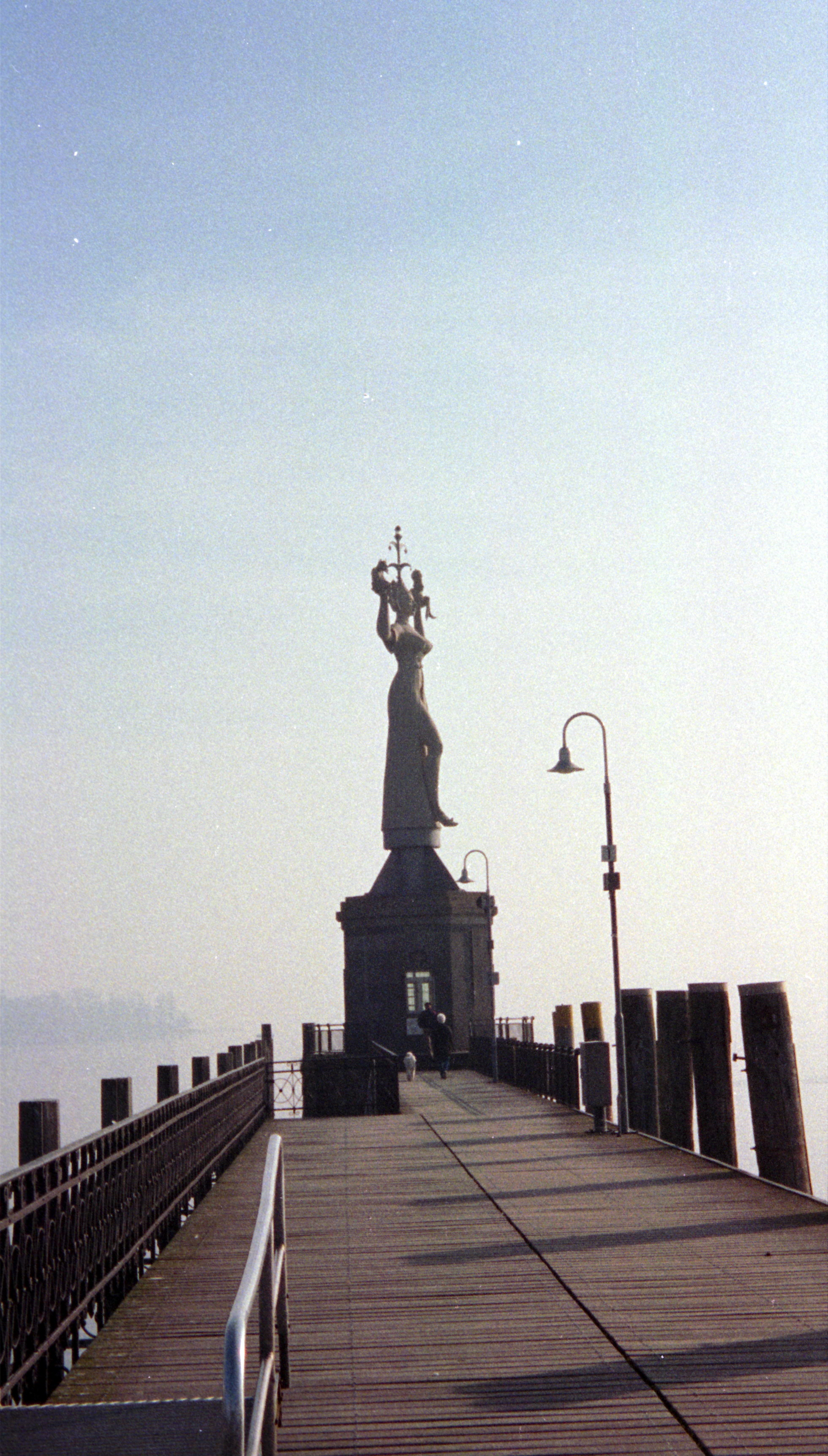
港
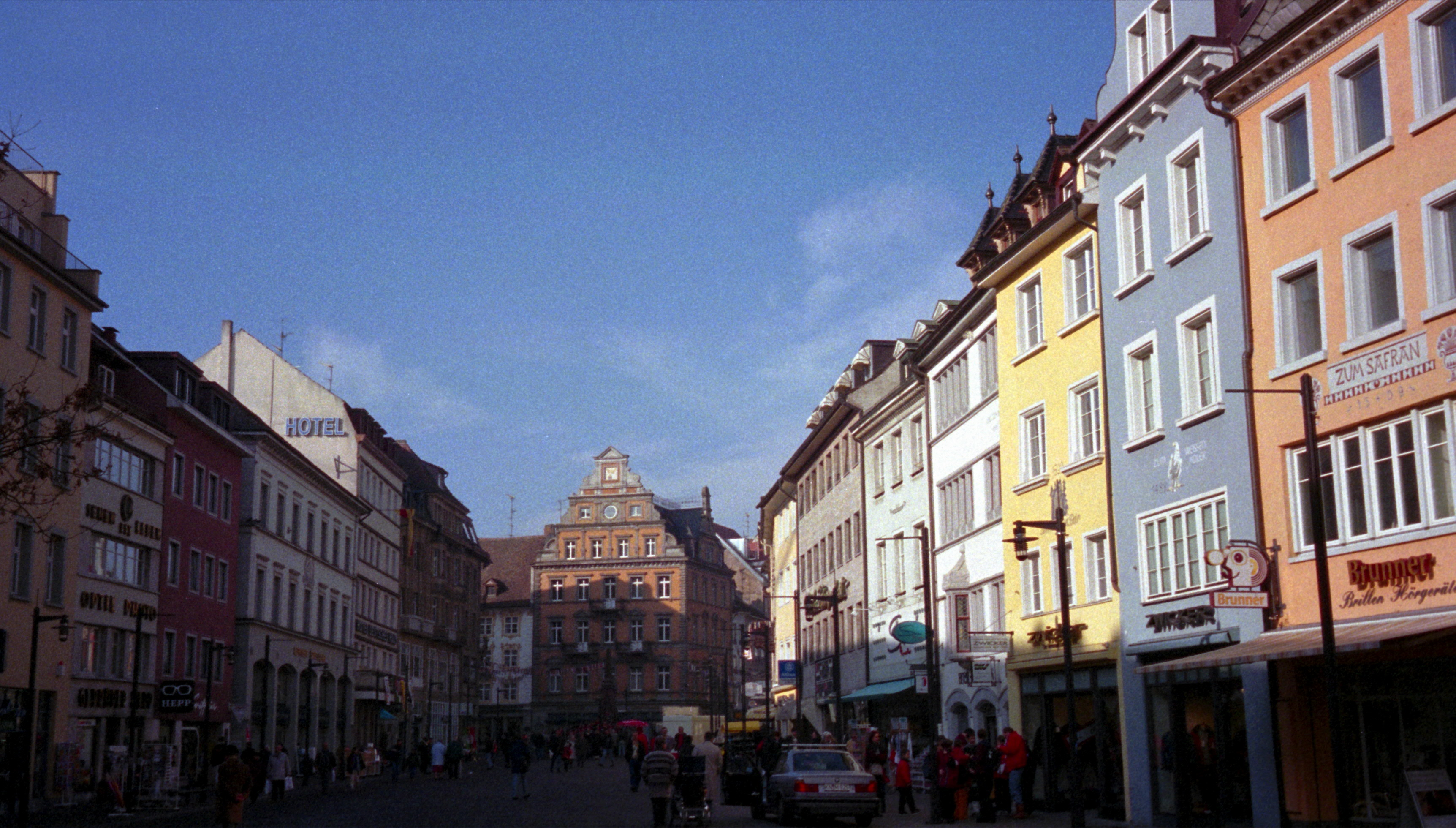
街並み
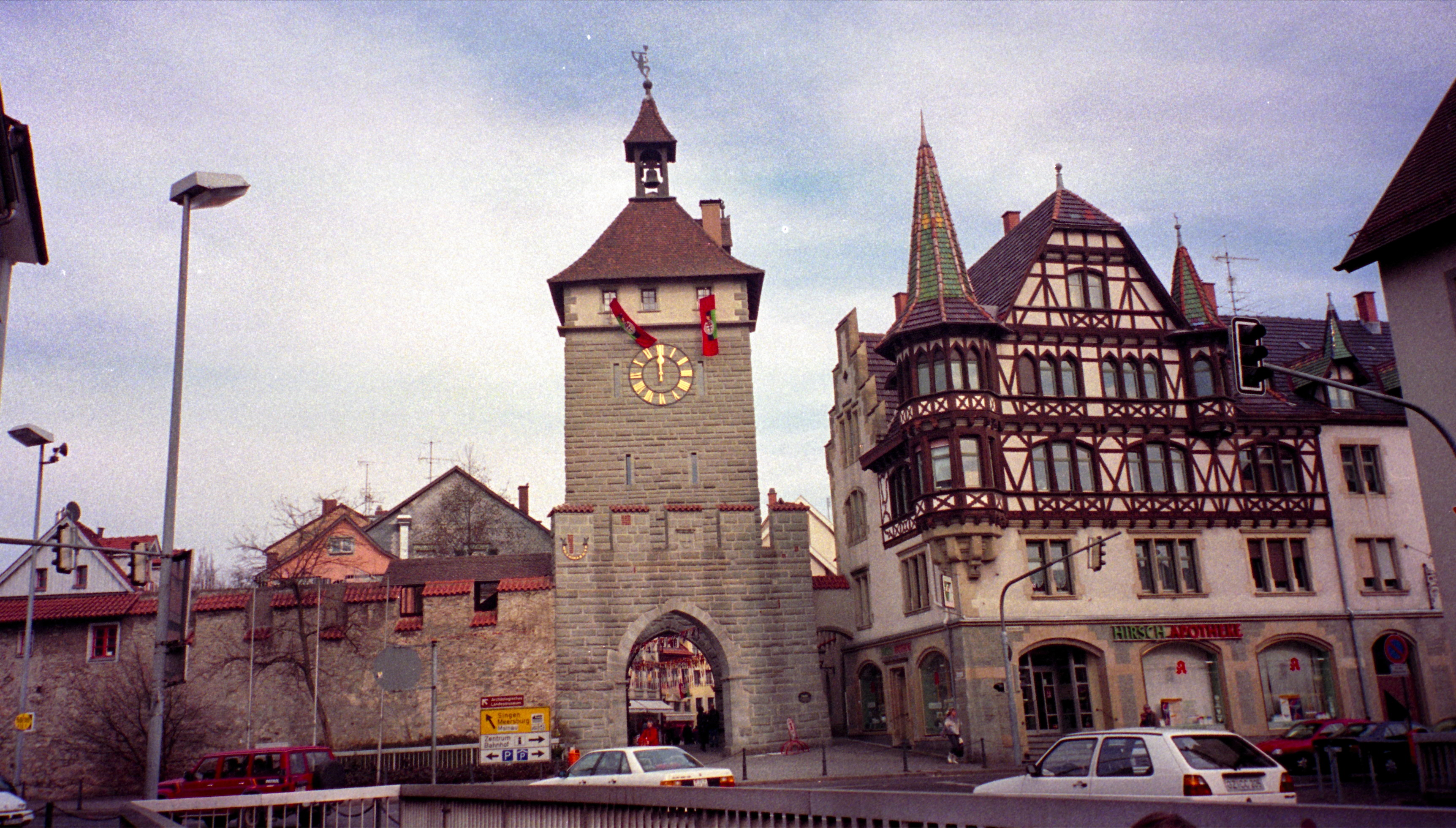
街並み
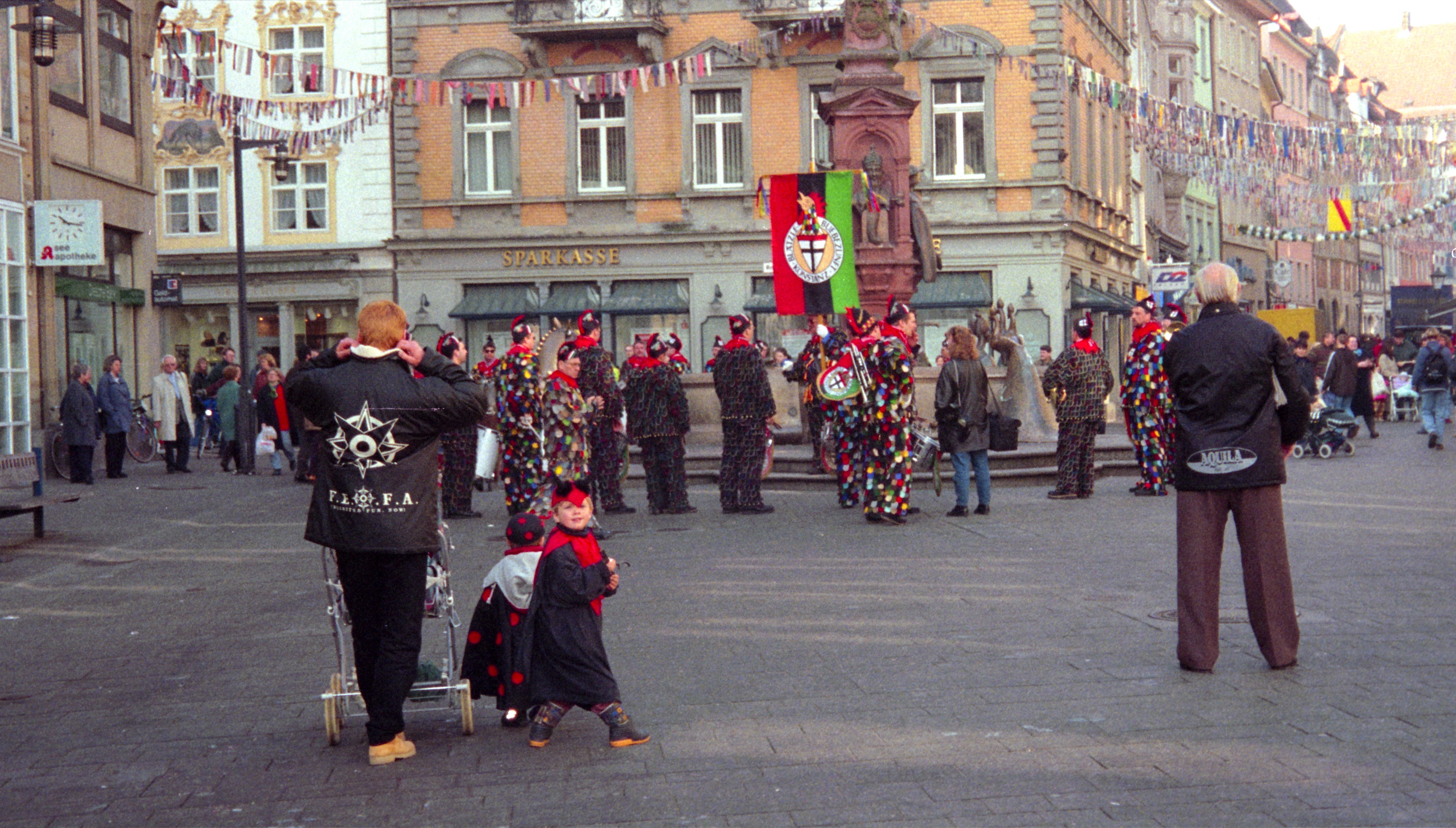
カーニバル
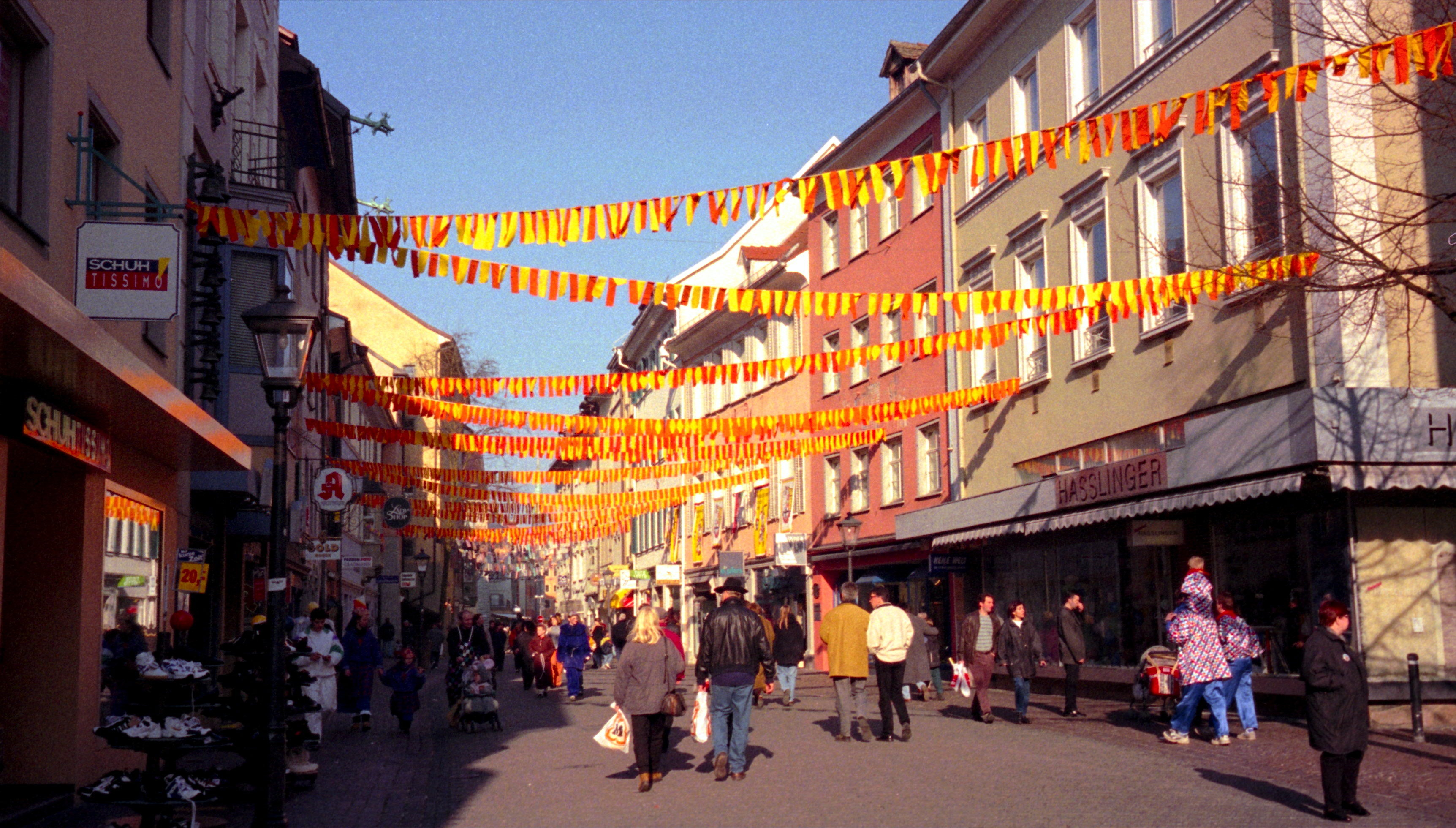
カーニバルの街並み
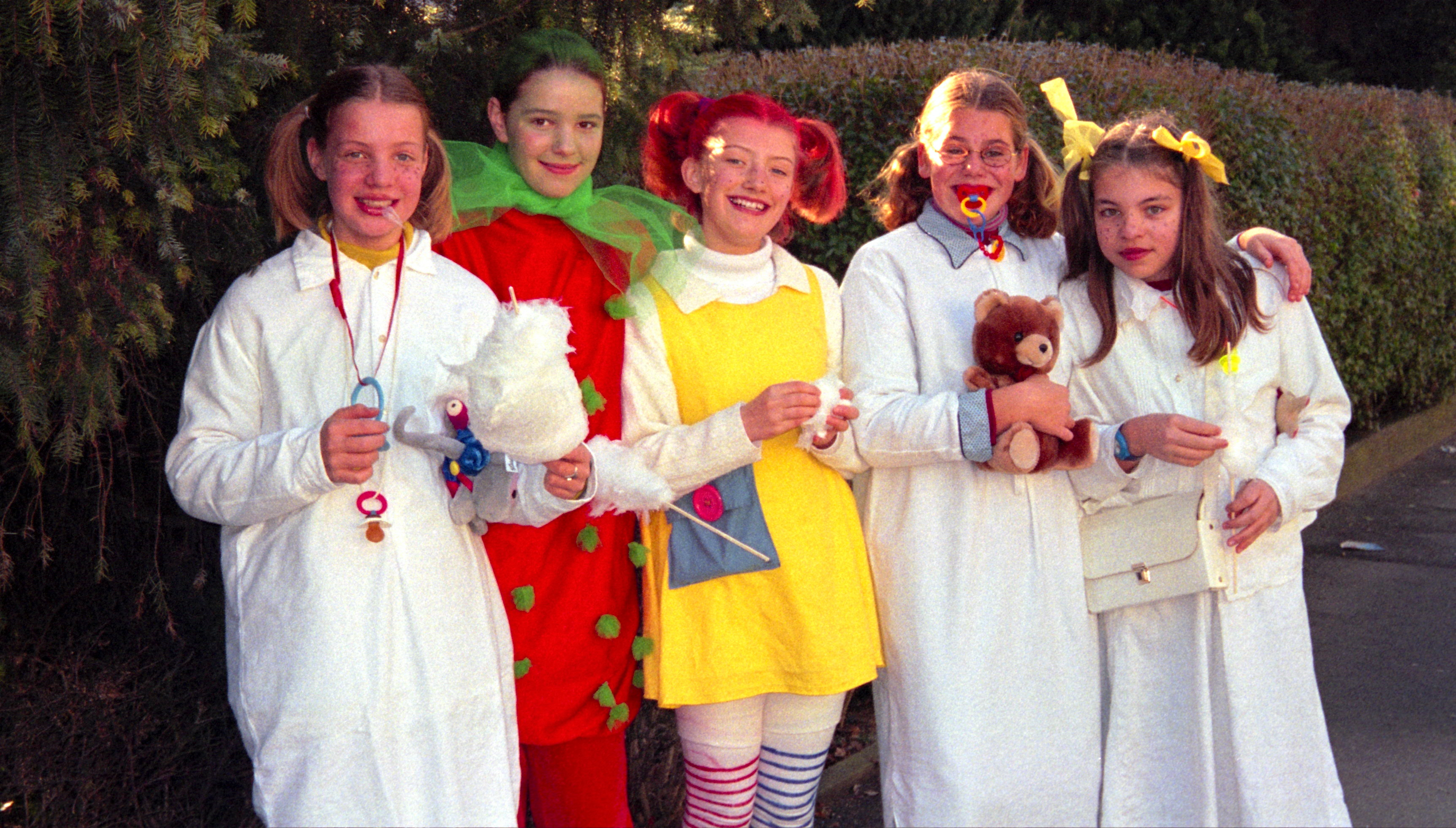
カーニバルの仮装
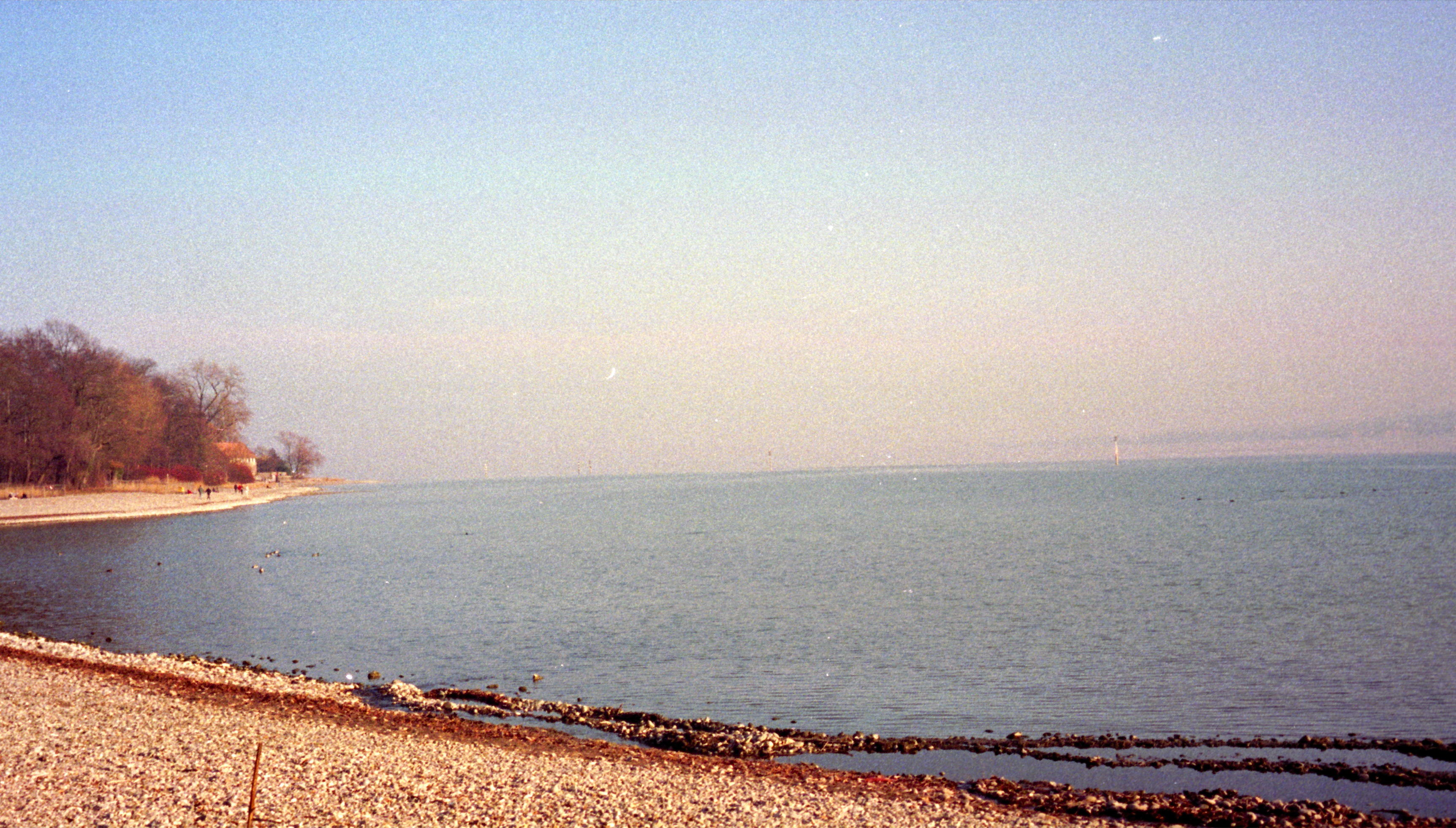
ボーデン湖